# پندر (نبراسکا)
پندر(به انگلیسی: Pender) شهری در ایالت نبراسکا کشور ایالات متحده آمریکا است که جمعیت آن در سرشماری سال ۲۰۱۰ میلادی، ۱٬۰۰۲ نفر بوده‌است.